# Zaommoencyrtus brachytarsus
Zaommoencyrtus brachytarsus är en stekelart som beskrevs av Xu och He 1998. Zaommoencyrtus brachytarsus ingår i släktet Zaommoencyrtus och familjen sköldlussteklar. Inga underarter finns listade i Catalogue of Life.